# Cynopotamus xinguano
Cynopotamus xinguano är en fiskart som beskrevs av Menezes 2007. Cynopotamus xinguano ingår i släktet Cynopotamus och familjen Characidae. Inga underarter finns listade i Catalogue of Life.